# Karl Bertau
Karl Bertau (* 1. November 1927 in Neustettin, Pommern; † 24. Oktober 2015) war ein deutscher Philologe. Schwerpunkt seiner Arbeit war die Literatur des europäischen Mittelalters.

## Leben
Karl Bertau diente während des Zweiten Weltkriegs in der Wehrmacht und geriet in Kriegsgefangenschaft. Nach seiner Rückkehr studierte er ab 1946 an den Universitäten in Bamberg und Göttingen Germanistik, Kunstgeschichte, Philosophie und Geographie. 1954 wurde er mit Untersuchungen zur geistlichen Dichtung Frauenlobs promoviert. Im Anschluss arbeitete er von 1956 bis 1959 als Lektor an der Universität Aix-en-Provence, kehrte dann aber wieder nach Göttingen zurück, wo er als wissenschaftlicher Assistent arbeitete und sich schließlich 1964 habilitierte. 1964 wurde er an der Universität Göttingen zum ordentlichen Professor für Deutsche Philologie ernannt. 1965 folgte er einem Ruf auf den Lehrstuhl für Deutsche Philologie der Universität Genf. Von 1972 bis zu seiner Emeritierung im Jahr 1993 war er Professor für Germanische und Deutsche Philologie an der Universität Erlangen-Nürnberg. Karl Bertau galt als „philologischer Polyhistor“. Die Fachkollegen rühmten u. a. seine Edition, Übersetzung und Kommentierung des Ackermann aus Böhmen.
Von 1989 bis zu seinem Tod war Bertau Ordentliches Mitglied der Bayerischen Akademie der Wissenschaften.

## Schriften (Auswahl)
- Deutsche Literatur im europäischen Mittelalter. C.H. Beck, München
  - Bd. 1: 800–1197. 1972, ISBN 3-406-03893-X.
  - Bd. 2: 1195–1220. 1973, ISBN 3-406-03894-8.
- Über Literaturgeschichte. Literarischer Kunstcharakter und Geschichte in der höfischen Epik um 1200. C.H. Beck, München 1983, ISBN 3-406-09568-2.
- Johannes de Tepla, civis Zacensis, Epistola cum Libello Ackerman und Das Büchlein Ackerman. Nach der Freiburger Hs. 163 und nach der Stuttgarter Hs. HB X 23, herausgegeben und übersetzt von Karl Bertau. De Gruyter, Berlin 1994.
  - Bd. 1: Text und Übersetzung. ISBN 3-11-014019-5.
  - Bd. 2: Untersuchungen. Einleitung, Untersuchungen zum Begleitbrief und zu den Kapiteln 1 bis 34 des Textes und Wörterverzeichnis mit Exkursen. ISBN 3-11-014634-7.
- Schrift – Macht – Heiligkeit in den Literaturen des jüdisch-christlich-muslimischen Mittelalters. De Gruyter, Berlin 2005, ISBN 3-11-017468-5.